# Дебриця
Дебриця — ботанічна пам'ятка природи місцевого значення. Об'єкт розташований на території Яремчанської міської ради Івано-Франківської області, Дорівське лісництво, квартал 13, виділ 21.
Площа — 4,4000 га, статус отриманий у 1980 році.